# Szokolay Viktor
Szokolay Viktor (Budapest, 1974. november 14. –) cégtulajdonos, ügyvezető, gyártásvezető, rendezvényszervező menedzser, producer, színész.

## Élete
1981 és 1990 a Csaba Utcai Általános Iskola tanulója volt, 1992-94-ben vendéglátóipari szakközépiskolába járt. 1994 óta foglalkozik rendezvényszerezéssel. 2006-ban alapította meg az All Show nevű céget. 2009-től az Art Work Póker Kft. tulajdonosa és üzletvezetője.

## Filmszerepei
- Szeleburdi vakáció (1987) Bauer
- Eszmélet (1990) ifjú József Attila